# Hygiënehypothese
De hygiënehypothese is een mogelijke verklaring voor de forse toename in prevalentie van onder meer eczeem, astma en allergieën in de geïndustrialiseerde wereld. Gesimplificeerd stelt de hypothese dat door de betere hygiëne en de eliminatie van kinderziekten het menselijk afweersysteem niet leert rustig te reageren op relatief onschuldige prikkels. De theorie wordt ondersteund door epidemiologisch onderzoek en dierexperimenteel onderzoek.
Overigens is er geen duidelijke relatie in tijd tussen de toegenomen hygiëne, wat in de eerste helft van de twintigste eeuw plaatsvond, en de toename van allergieën, wat vooral eind twintigste eeuw plaatsvond.
Naast allergische ziekten worden ook auto-immuunziekten en jeugdleukemie geassocieerd met de infectiehypothese.(Smith),(Okada).

## Geschiedenis
David Strachan heeft als eerste een statistische relatie gevonden tussen het aantal kinderen in een gezin en het ontstaan van allergieën. In Strachan’s studie bleek dat allergische ziektes minder voorkwamen bij kinderen die opgroeiden in grote gezinnen. Zijn hypothese was dat deze kinderen blootstaan aan meer infectiebronnen doordat kinderen in grote gezinnen elkaar eerder aansteken met een infectie dan kinderen in kleine gezinnen.

## Epidemiologische gegevens
Uit een epidemiologisch onderzoek blijkt dat allergie en astma minder voorkomen bij kinderen die opgroeien op een boerderij of afkomstig zijn van ouders met een antroposofische achtergrond. Dat zou dan mogelijk verklaard worden doordat boerenkinderen meer bloot staan aan infectiebronnen omdat zij opgroeien op een boerderij. Overigens is uit dergelijk onderzoek alleen een statistische relatie te vinden, conclusies over oorzaak en gevolg zijn niet te trekken.
Verder blijkt dat in minder ontwikkelde en stedelijke gebieden in niet westerse landen allergieën minder voorkomen. Echter, indien jonge kinderen uit die landen verhuizen naar ontwikkelde gebieden, dan neemt de kans op allergische ziektes zoals astma toe.

## Mechanisme voor ontstaan allergie
Verondersteld wordt dat de verhouding tussen Th1-cellen, verantwoordelijk voor de celafweer, en Th2-cellen, verantwoordelijk voor de humorale afweer die gebruikmaakt van de antistoffen afweer, van belang is voor het risico met betrekking tot het ontwikkelen van een allergie.
Een baby wordt geboren met een grote hoeveelheid Th2 helpercellen, van belang voor stimuleren humorale afweer die werkt via de antistoffen afweer. Het doormaken van infectieziekten, vooral als deze gepaard gaat met koorts, zorgt voor een stimulatie van de celafweer via de Th1. Indien het aantal Th1 cellen toeneemt, nemen de Th2 cellen af. Uit diermodellen volgt dat dit zorgt voor een kleinere kans op het ontwikkelen van een allergie.

## Mechanisme voor ontstaan auto-immuunziekte
Uit Amerikaans onderzoek bleek dat blootstelling aan infectiebronnen van muizen met een gevoeligheid voor diabetes type-1 (NOD muizen) resulteerde in een afname van het ontwikkelen van diabetes dan muizen levend in een steriele omgeving. Nu zegt dit natuurlijk niets over de werkelijkheid bij mensen die nooit onder steriele omstandigheden leven.

## Andere ziekten en condities die mogelijk gerelateerd zijn aan de hygiënehypothese

#### Jeugdleukemie
Zoals al vermeld in de inleiding wordt ook acute lymfatische leukemie bij kinderen gerelateerd aan de hygiënehypothese.. In een epidemiologische studie werd een statistische relatie gevonden tussen blootstelling aan infecties in de eerste twee levensjaren ALL: kinderen met weinig blootstelling bleken vaker ALL te krijgen. Zo komt ALL in het westen ongeveer tienmaal vaker voor bij kinderen dan in Afrikaanse en Aziatische landen. Binnen Groot-Brittannië komt ALL meer voor bij kinderen van ouders met een goede opleiding en een goede baan (hoge economische status) die geïsoleerd opgroeien (enig kind, niet naar de crèche) dan kinderen uit grote gezinnen uit lagere sociale milieus. Er werd overigens alleen een relatie gevonden tussen de ALL-variant van voorloper-B-lymfocyten. Dit is de meest voorkomende variant van ALL (75%) en vertoont een piekincidentie op vierjarige leeftijd. Deze piek ontbreekt echter in de Afrikaanse en Aziatische landen.

#### Autisme
Bij een aantal epidemiologische studies werd een relatie gevonden tussen de blootstelling aan infectiebronnen en autisme.